# Marine Corps Base Hawaii
Marine Corps Base Hawaii – (dawniej Marine Corps Air Station, Kaneohe Bay, Naval Air Station Kaneohe Bay), jest bazą wojskową położoną na Półwyspie Mokapu na wyspie Oʻahu, w hrabstwie Honolulu, na Hawajach, w Stanach Zjednoczonych. Według szacunków United States Census Bureau w roku 2010 liczba ludności wyniosła 9 517.. W bazie stacjonują marines, marynarze, członkowie rodzin oraz pracownicy cywilni.
W bazie stacjonują 3. Pułk Marine, 24. Grupa Powietrzna Marine, 3. Batalion Logistyczno – Bojowy (CLB-3), 3. Radio Battalion i Patrol and Reconnaissance Wing 2.

## Geografia
Według United States Census Bureau census-designated place obejmuje powierzchnię 5,8 mil2 (15,1 km²), z czego 4,4 mil2(11,4 km²) stanowi ląd, a 1,4 mil2(3,7 km²) stanowi woda.

## Demografia
Według spisu z roku 2000, CDP zamieszkiwało 11 827 osób, które tworzyły 2332 gospodarstw domowych i 2283 rodzin. Średni roczny dochód dla gospodarstwa domowego wynosił 34,757 $ a średni roczny dochód dla rodziny to 34,918 $. Średni roczny dochód na osobę wynosił 12,983 $(16,436 $ dla mężczyzn i 21,108  $ dla kobiet). 6,2% rodzin i 7,2% mieszkańców census-designated place żyło poniżej granicy ubóstwa, z czego 9,8% to osoby poniżej 18 lat a 0,0% to osoby powyżej 65 roku życia.